# Барстер
Барстер (англ. burster — бёрстер, от англ. burst — вспышка) — вспыхивающие галактические рентгеновские источники, представляющие собой аккрецирующие нейтронные звёзды с орбитальными периодами от нескольких часов до нескольких дней. Вспышки барстеров были открыты при помощи наблюдений спутника ANS. Возможно, что аналогичные вспышки были открыты ранее на спутнике Космос-428, однако из-за спорных результатов этого спутника (в том числе из-за того, что формально утверждалось, что вспышки на Космосе-428 наблюдались в диапазоне энергий >40 кэВ, что несовместимо с характеристиками вспышек барстеров) считается, что первооткрывателем всё-таки является ANS. Большое количество барстеров было открыто на спутнике SAS-3.

## Наблюдаемые характеристики
Время развития вспышки составляет 0,1—5 секунд, время затухания — 3—100 секунд, характерная энергия рентгеновских фотонов — {\displaystyle \epsilon } ~ 1—20 кэВ.
Распределение барстеров в Млечном пути полностью повторяет распределение старых звёзд, то есть количество барстеров в определённом объёме галактики прямо пропорционально содержащейся в нём массе звёзд. Исключением являются барстеры в шаровых звёздных скоплениях, в которых доля барстеров на единицу звёздной массы значительно выше, чем в остальном теле галактики. Считается, что основной причиной этого является динамическое формирование барстеров (двойных звёздных систем с нейтронными звездами) в результате столкновений звёзд в плотных частях шаровых скоплений. По данным наблюдений абсолютная рентгеновская светимость барстеров составляет во время вспышки {\displaystyle L_{x}} ~ 1037−1038 эрг/сек и полную энергию вспышки {\displaystyle \epsilon _{x}} ~ 1038−1039 эрг. В спокойной фазе (между вспышками) барстеры являются слабопеременными рентгеновскими источниками с рентгеновской светимостью {\displaystyle L_{x}} ~ 1036−1037 эрг/сек.
Энергия, излучаемая барстером между вспышками превосходит энергию вспышки ~ 100 раз, что весьма близко к отношению гравитационной энергии вещества на поверхности нейтронной звезды (1020 эрг/г) к энергии, выделяющейся при термоядерном «сгорании» гелия (1018 эрг/г).
Спектр барстера во время вспышки близок к спектру излучения абсолютно чёрного тела Исходя из потока энергии, расстояния до барстера и закона Стефана-Больцмана, радиус излучающей области составляет ~ 10 км, что совпадает с размерами нейтронных звёзд.

## Природа излучения
Барстеры представляют собой тесные двойные системы, одним из компонентов является нейтронная звезда, а другим — звезда, по тем или иным причинам теряющая массу (например, заполнившая свою полость Роша), что приводит к аккреции на нейтронную звезду.
При аккреции вещества на поверхность нейтронных звёзд со слабым магнитным полем происходит относительно равномерное накопление аккрецирующего вещества на её поверхности с образованием вырожденной оболочки (см. вырожденный газ), богатой водородом и гелием. Рентгеновское излучение барстера в его спокойной фазе обусловлено выделением гравитационной энергии аккрецируемого вещества.
Накопление вещества в вырожденной оболочке при её адиабатическом сжатии и относительно малых тепловых потерях приводит к взрывному термоядерному синтезу в оболочке, что наблюдается как рентгеновская вспышка, то есть источник энергии вспышек барстеров такой же, что и в случае новых звёзд. Кроме рентгеновской вспышки иногда наблюдается и запаздывающее (~3 сек, барстеры MXB 1735 44, MXB 1837 + 0,5, MXB 1636 53) световое эхо, вызванное переизлучением рентгеновской вспышки звездой — компаньоном.

## Номенклатура
Барстеры, регистрируемые в каталоге Массачусетского технологического института обозначаются буквами MXB с добавлением их экваториальных координат (например, MXB 1636 53); барстеры, обнаруженные японскими спутниками обозначают буквами XB.